# Hermann Distel
Hermann Distel (* 5. September 1875 in Weinsberg; † 15. August 1945 in Hamburg-Bergedorf; vollständiger Name: Hermann Christian Distel) war ein deutscher Architekt.

## Leben
Distel studierte zunächst an der Technischen Hochschule Stuttgart, dann an der Technischen Hochschule Karlsruhe bei Carl Schäfer und Friedrich Ratzel. Nach dem Studienabschluss im Jahr 1902 sammelte er erste berufliche Erfahrungen in Karlsruhe (im Architekturbüro Curjel & Moser), Zürich, Berlin, Freiburg im Breisgau und Breslau.
Mit seinem Studienfreund August Grubitz gründete er im Jahr 1905 in Hamburg das Architekturbüro Distel und Grubitz, das – nachdem er seinem ehemaligen Teilhaber Grubitz 1932 gekündigt hatte – und Distel 1933 seinen Sohn Walter (1904–1993) als Architekt einstellte, einen zweiten Karriereschub erfuhr. Mit der Machtübergabe der Nationalsozialisten 1933 wurde Distel Mitglied der Reichskammer der bildenden Künste, eine der sieben Sektionen der Reichskulturkammer unter Leitung von Propagandaminister Joseph Goebbels. In den 1930er Jahren baute Distel vornehmlich Krankenhäuser und Lazarette, zum Teil auch im Ausland. Ab 1941 führte er ein zusätzliches Architekturbüro in Berlin mit zahlreichen Projektbetreuungen für Albert Speer.
Das 1910–1911 erbaute Haus in der heutigen Hermann-Distel-Straße 31 im Hamburger Stadtteil Bergedorf entwarf der Architekt als Wohnhaus für sich und seine Familie; er lebte dort bis zu seinem Tod. Ein Teil des ebenfalls von Distel entworfenen Mobiliars blieb erhalten. Das Gebäude ist ein Beispiel für die sogenannte Reformarchitektur nach der Jahrhundertwende und steht unter Denkmalschutz. Durch seine herausgehobene Rolle im Krankenhausbau, so der Distel-Biograf Peter R. Pawlik, gingen in seinem Privathaus in Bergedorf NS-Größen wie Albert Speer, Karl Brandt und Oskar Schröder ein und aus. Distel verstarb in seinem Wohnhaus 1945, 69-jährig, an den Folgen einer schweren Verletzung, die er sich 1943 bei einem Luftangriff zuzog, als er von einem LKW geschleudert wurde.

## Werk

### Bauten und Entwürfe (unvollständig)

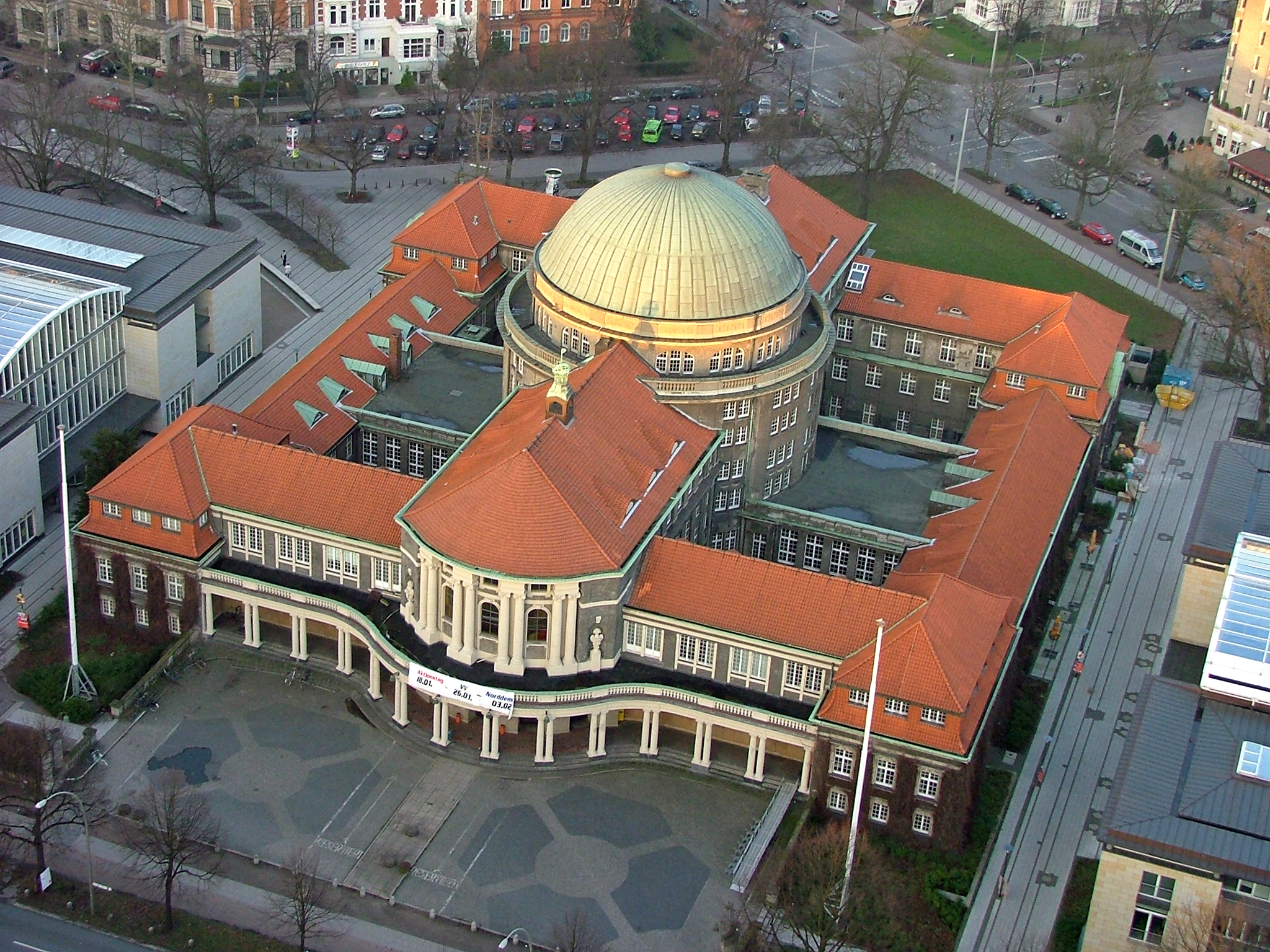
Hauptgebäude der Universität Hamburg

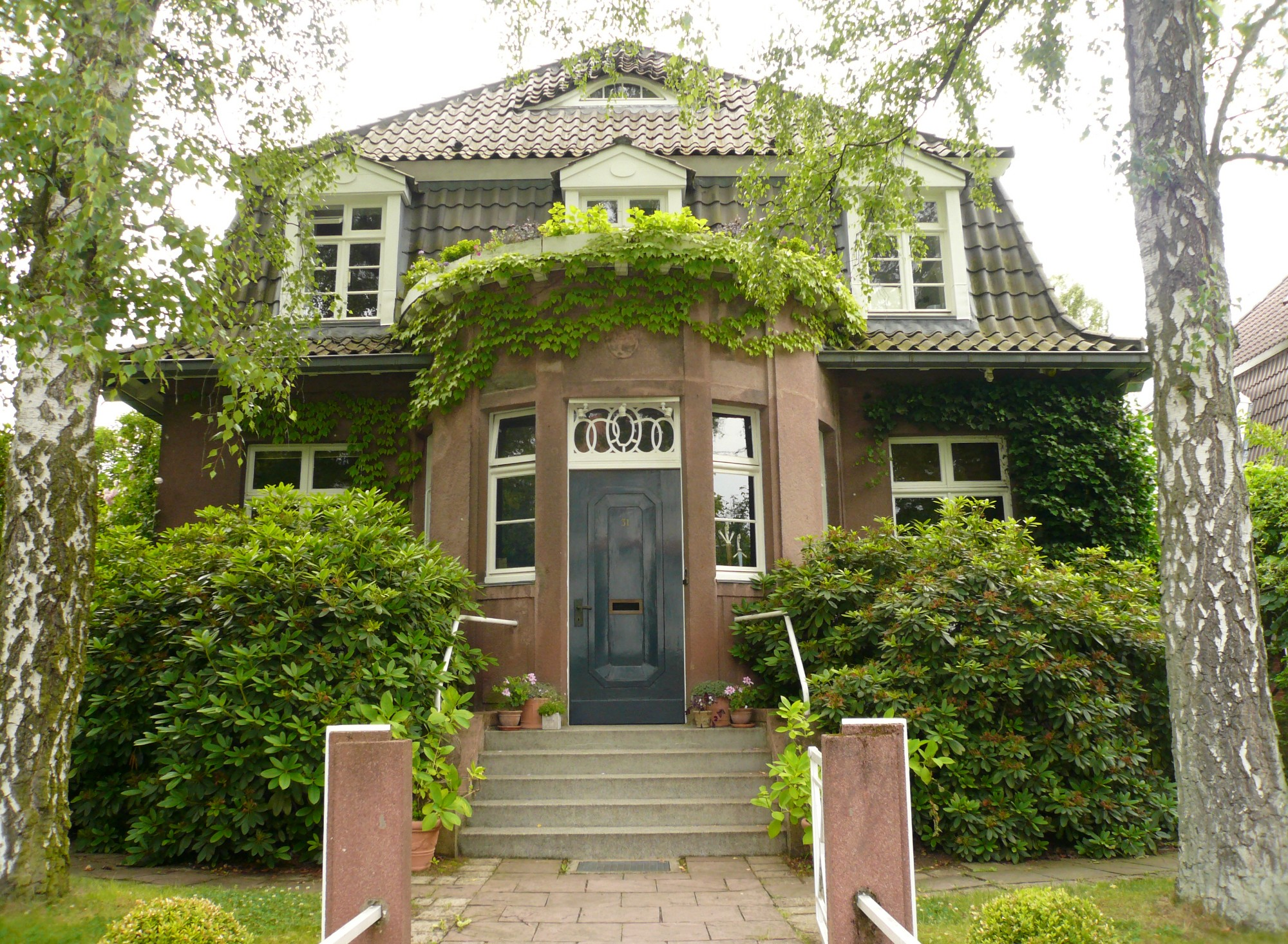
Villa Distel in Bergedorf

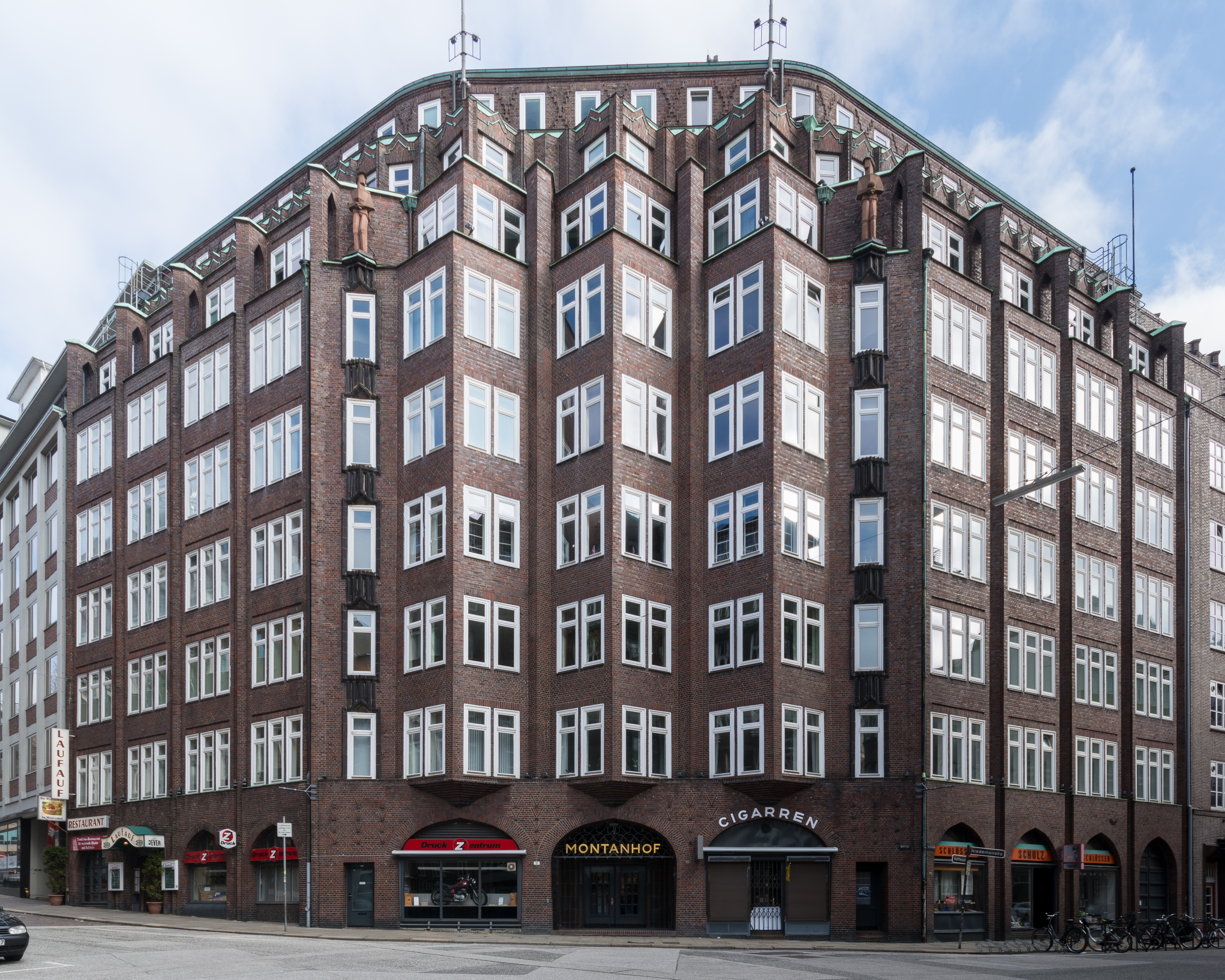
Montanhof

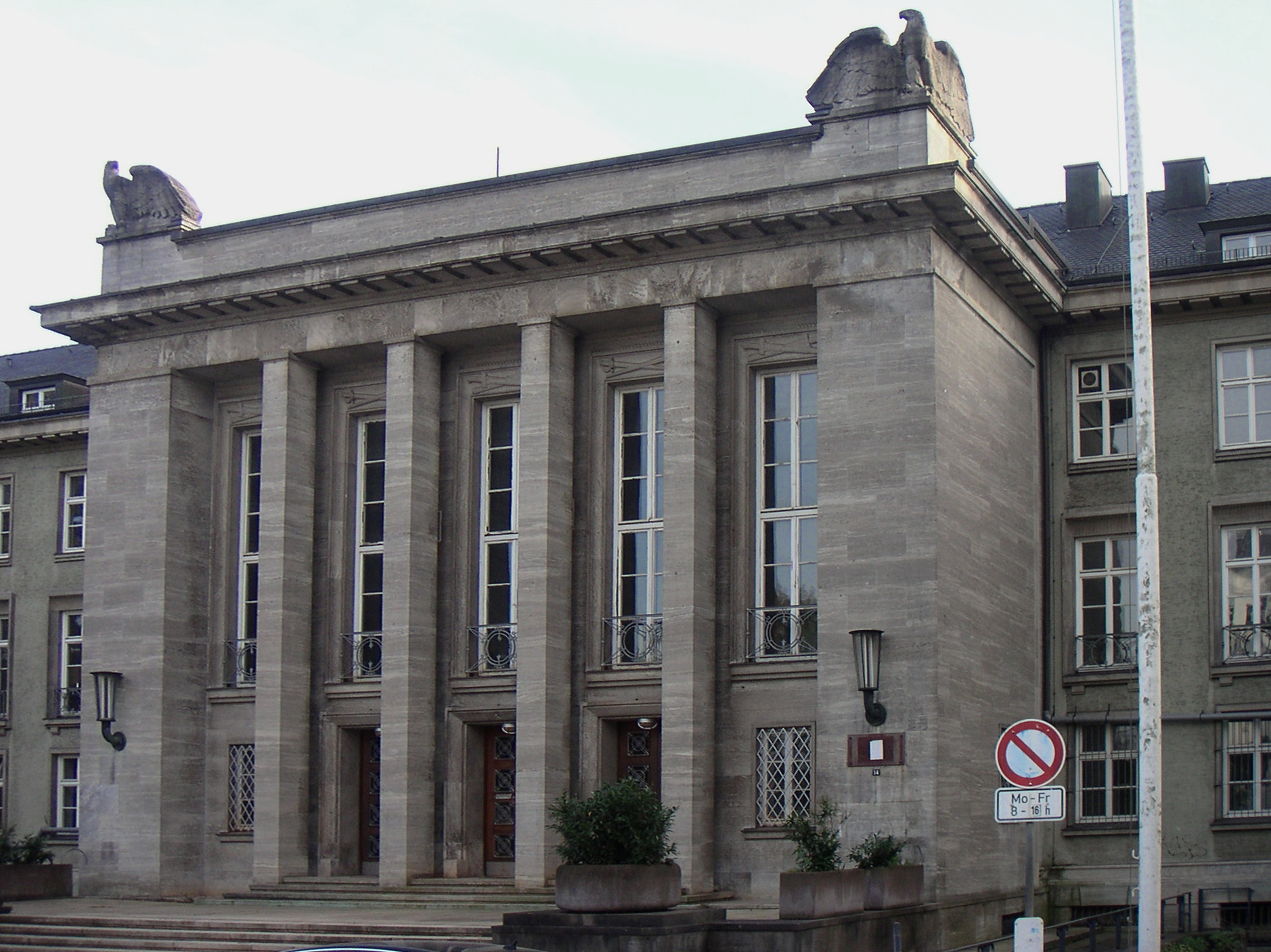
Ehemaliges Wehrkreiskommando Hamburg

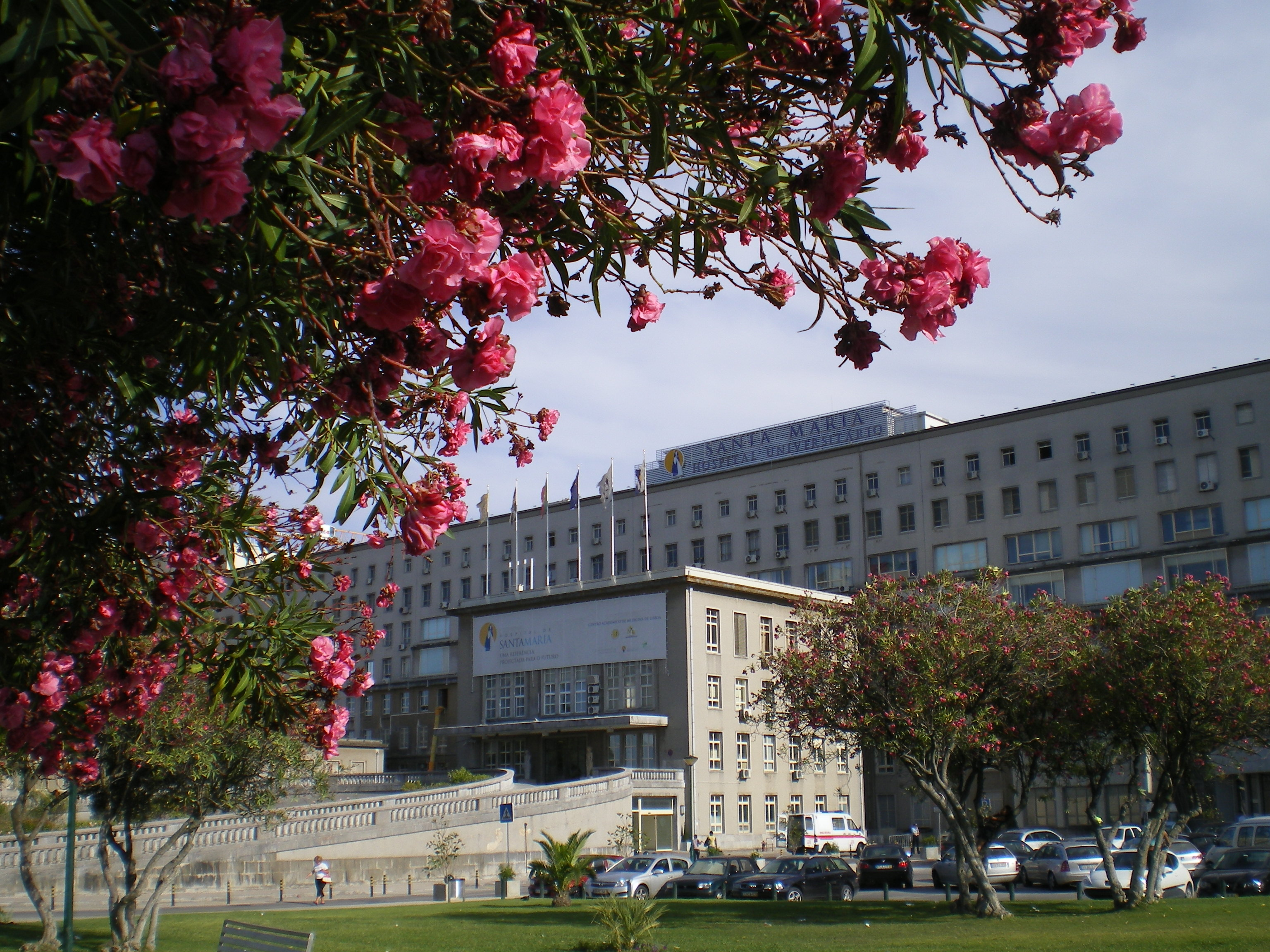
Hospital de Santa Maria in Lissabon

- Wettbewerbsentwurf 1908, Ausführung 1909–1911: „Vorlesungsgebäude“ (seit 1919 Hauptgebäude der Universität Hamburg), Edmund-Siemers-Allee 1[4]
- 1910: Villa Prien, Eißendorfer Pferdeweg 34, Harburg
- 1910: Erweiterung einer Montagehalle für das Eisenwerk G. Koeber in Harburg
- 1910–1911: Villa Süchting
- 1911–1912: Verwaltungsgebäude und Werkstor der Werft Blohm & Voss in Hamburg
- 1911–1912: Landhaus Mahr
- 1913: Villa Granzin, Hermann-Distel-Straße 15 (damals Bismarckstraße 15) in Hamburg-Bergedorf
- 1913–1914: Pastorat St. Petri und Pauli in Bergedorf
- 1914: Wettbewerbsentwurf für die Bebauung der Südlichen Altstadt (wesentliche Teile des Kontorhausviertels) (1. Preis, nicht ausgeführt)[5]
- um 1916: Nitrozellulosefabrik der Dynamitfabrik Krümmel und Krümmeler Wasserturm, Geesthacht
- 1919–1923: Neubau eines Schulgebäudes für die Emilie-Wüstenfeld-Schule in der Bundesstraße 78 in Hamburg-Eimsbüttel
- 1922–1929: Kriegerheimstätten-Siedlung Wensenbalken in Hamburg-Volksdorf
- 1924–1925: AOK-Gebäude in Hamburg-Borgfelde
- 1924–1926: Kontorhaus „Montanhof“ in Hamburg
- vor 1925: Fabrikanlage für die Internationale Galalith-Gesellschaft Hoff & Co. mbH in Harburg
- 1927: Damen-Altersheim „Stresow-Stift“ in Hamburg-Volksdorf
- 1927–1928: Erweiterungsbau des Diakonissenkrankenhauses Bethanien in Hamburg
- 1927–1934: U-Bahnhöfe Stephansplatz und Jungfernstieg[6]
- 1928–1931: Chirurgische Klinik des Israelitischen Krankenhauses in Hamburg-St. Pauli
- 1929–1930: Verwaltungsgebäude für die Hamburgische Electricitäts-Werke AG (HEW) in Hamburg (in Zusammenarbeit mit F. Herold)
- 1930: Seegrenzschlachthof Hamburg, Moorfleet
- 1936: Standortkommando bzw. Wehrkreiskommando Hamburg in Hamburg-Harvestehude, Sophienterrasse 14
- Entwurf 1938, Ausführung 1940–1953: Hospital de Santa Maria in Lissabon
- 1939: Hospital São João in Porto, Portugal[7]

sowie mehrere Villen und größere Gebäudekomplexe in Hamburg-Bergedorf
- 1940: Luftwaffenlazarett Halle-Dölau, Halle (Saale)

### Schriften
- Bergedorfer Stadtbaufragen. Wagner, Bergedorf 1914.
- Das hamburgische Kontorhaus. Gebhardt, Leipzig 1926. (= Das Bürohaus, Band 2.)
- Ausstellungs- und Kongresshallen in Deutschland. Boysen & Maasch, Hamburg 1929. (= Veröffentlichung der Patriotischen Gesellschaft Hamburg.)
- Rationeller Krankenhaus-Bau. Kohlhammer, Stuttgart 1932.
- (gemeinsam mit Karl Brandt): 1. Frauenklinik, Universitätsklinikum und Medizinische Institute, Berlin. Einzelbericht zum Ausführungsprojekt vom März 1943. Selbstverlag, Hamburg 1943.

## Ehrungen
Die ehemalige Bismarckstraße im Hamburger Stadtteil Bergedorf wurde 1949 in Hermann-Distel-Straße umbenannt. Ab 2016 wurde eine erneute Umbenennung der Hermann-Distel-Straße angeregt aufgrund Rolle des Namensträgers im NS-System.